# Перелазы (Псковская область)
Перелазы — обезлюдевшая деревня в Усвятском районе Псковской области России. Входит в состав сельского поселения «Церковищенская волость».

## География
Находится на юге региона, в восточной части района, в лесной местности, у реки Вихляйна, в 19 км от райцентра Усвяты и в 8 км от волостного центра Церковище.
Уличная сеть не развита.

## История
В соответствии с Законом Псковской области от 28 февраля 2005 года № 420-ОЗ деревня Перелазы вошла в состав образованного муниципального образования Церковищенская волость.

## Население
| 2001 | 2002 | 2010 |
| ---- | ---- | ---- |
| 1    | ↘0   | →0   |

## Инфраструктура
Почтовое отделение, обслуживающее д. Перелазы — 182583; расположено в волостном центре д. Церковище.

## Транспорт
Просёлочная дорога.

## Культура
В деревне родилась известная усвятская сказительница Ольга Федосеевна Сергеева (1922-2002гг). Здесь же она запомнила и первые песни из своего репертуара сказительницы. Когда она была ещё совсем молодой в деревне жила семья Семёновых - Василий и Арина (Василиха). Арина Федотовна обладала красивым голосом и отменной памятью. Молодая Ольга Федосеевна часто бегала к ней, вникая не только в тексты и напевы, но и в её манеру пения.